# Eisenbahnunfall von Raigarh
Der Eisenbahnunfall von Raigarh war der Zusammenstoß zweier Züge bei Raigarh im indischen Bundesstaat Chhattisgarh am 5. September 1992. Dabei starben 41 Menschen.